# Frontières
Frontières é o décimo álbum da carreira de cantor do ex-tenista francês Yannick Noah.
O álbum vendeu mais de meio milhão de cópias.

## Faixas
01. Ma Pomme - 3:40

02. No One's Land - 4:02

03. Angela - 3:57

04. Marcher Sur Le Fil - 3:12

05. On Veut Plus Jouer - 3:40

06. Hello (dueto com Aṣa) - 3:27

07. Ça Me Regarde - 3:37

08. La Señorita	- 2:42

09. Se jeter à l'eau - 2:36

10. Frontières - 2:54

11. Dans Le Rio Grande - 3:35

12. Gaza Danse	3:29

13. Il Est Tard Maintenant - 3:40

14. Saigne L'Eau - 2:53

## Desempenho nas Paradas Musicais
| Paradas Musicais (2010) | Desempenho (Posição) |
| ----------------------- | -------------------- |
| Belgique (Ultratop)     | 1                    |
| France (SNEP)           | 1                    |
| Suisse (Media Control)  | 1                    |

### Singles
| Ano  | Single          | Paradas Musicais | Paradas Musicais | Paradas Musicais | Certificações | Álbum      |
| Ano  | Single          | França           | Bélgica          | Suíça            | Certificações | Álbum      |
| ---- | --------------- | ---------------- | ---------------- | ---------------- | ------------- | ---------- |
| 2011 | "Ça me regarde" | 80               | 34               | —                |               | Frontières |